# Mèt Fèy Vèt
Met Fey Vet, de son vrai nom Harry Nicolas, est un entrepreneur, cultivateur, promoteur haïtien des produits locaux et Directeur consortium Mèt Fèy Vèt.

## Biographie
Harry Nicolas, plus connu sous le nom de Mèt Fèy Vèt, est né le 22 juillet 1962 à l'Hôpital Universitaire Justinien du Cap-Haïtien, dans le Nord d'Haïti. Il a grandi  sous le regard de sa grand-mère  paternelle, Clélie Augustin, qui lui a inculqué le sens du bien commun et l'importance de l'estime de soi. Elle a joué un rôle essentiel dans son éducation, veillant à ce que son parcours scolaire soit assuré.
Harry Nicolas a fait ses études primaires chez les Frères de l’Instruction Chrétienne  et secondaires au collège Pratique du Nord dans sa ville natale, il a été profondément influencé par l'éducation reçue de sa grand-mère, qui  a marqué son caractère et sa vision du monde.
Entrepreneur haïtien de renommée, cultivateur et promoteur des produits locaux, Harry Nicolas est aussi Directeur  de Consortium Mèt Fèy Vèt, une entreprise dédiée à la valorisation des produits alimentaires haïtiens. Connu pour son engagement dans la préservation du patrimoine agricole et culturel du pays, il a toujours été attiré par les traditions paysannes. Sa carrière est marquée par un profond respect pour ces traditions qu'il cherche à préserver et à promouvoir à travers des projets novateurs.
Mèt Fèy Vèt s'est particulièrement illustré dans la promotion de la production agricole locale, jouant un rôle central dans la réintroduction de pratiques agricoles ancestrales, qu'il adapte aux réalités modernes à travers l'utilisation de technologies innovantes.

## Initiatives Agricoles
L'une des contributions majeures de Mèt Fèy Vèt est son engagement dans la relance de la culture du maïs en Haïti. Dans un contexte de crise alimentaire et de dépendance croissante aux importations, il a encouragé les paysans à retourner à la production de maïs, une céréale de base dans l'alimentation haïtienne, afin de lutter contre la faim. Il promeut également des techniques agricoles durables et adaptées aux réalités climatiques et géographiques d'Haïti,.

## Promotion de la Culture Ancestrale
Mèt Fèy Vèt s'est aussi distingué par son initiative de promotion du patrimoine culturel à travers le projet Kita Nago. Ce dernier consistait à transporter un tronc d'arbre géant, symbole de l'unité nationale et de la résilience, sur plus de 700 kilomètres à pied, reliant Les Irois à Ouanaminthe. Ce projet, qui a suscité un grand engouement à travers le pays, visait à rappeler l'importance du konbit (coopération collective) dans la construction de l'identité nationale haïtienne.
Par ailleurs, Mèt Fèy Vèt a su intégrer la technologie dans ses projets de promotion du patrimoine. Il a fondé une entreprise dédiée à l'utilisation de moyens modernes pour valoriser les produits locaux, tout en respectant les savoir-faire traditionnels. Il a ainsi développé des plateformes en ligne pour sensibiliser la population à l'importance de la production locale et aux bienfaits des produits agricoles haïtiens.

## Implication Sociale et Économique
En tant qu'entrepreneur social, Harry Nicolas s'est efforcé de créer des emplois dans le secteur agricole, tout en sensibilisant la jeunesse haïtienne à l'importance de l'autosuffisance alimentaire. Son travail a permis de dynamiser plusieurs communautés rurales, en redonnant aux paysans leur place centrale dans l'économie locale et nationale.

## Kita Nago ( Mouvement social)
Le mouvement Kita Nago, initié en 2013 par Harry Nicolas, alias Mèt Fèy Vèt, incarne une manifestation de l'esprit de solidarité et d'unité du peuple haïtien. Ancré dans l'histoire et la culture haïtiennes, ce symbole rappelle la détermination inébranlable des Haïtiens dans leur quête de liberté, d'autodétermination, et de justice sociale. Il prend racine dans les valeurs fondamentales de collaboration et d'entraide, telles que représentées par le coumbitisme, qui est une pratique collective agricole et communautaire profondément ancrée dans la tradition haïtienne.
Kita Nago se distingue non seulement par sa symbolique, mais aussi par son ancrage dans l'imaginaire historique de la nation. Le mouvement fait écho aux luttes de 1804, lors de l'indépendance haïtienne, où des leaders comme Dessalines et Christophe, ainsi que de nombreux autres combattants, ont réussi à renverser l'oppression coloniale. En cela, Kita Nago revivifie cet héritage, en réaffirmant que l'unité nationale et le travail collectif sont les piliers de la liberté et du progrès.
L’expression créole Nou pap fè yon pa kita yon pa nago traduit cette aspiration à une coopération harmonieuse, une marche collective vers un objectif commun, refusant de faire un pas en arrière, ni un à côté. Cela symbolise l'unité et la détermination nécessaires à la construction d'une société plus équitable et prospère. Le tronc d’acajou de 3,10 mètres de haut, porté par les citoyens à travers Haïti, devient alors un symbole tangible de cette démarche collective.
Cet arbre, originaire de Métivier, Pétion-Ville, et dénommé Kita Nago, matérialise l’idée que le progrès de la société haïtienne ne peut être accompli qu’à travers l’union et la coopération. Le 1er janvier 2013 marque ainsi une date clé, où les Haïtiens ont réaffirmé leur engagement à rester unis dans les moments difficiles, se ralliant autour de ce symbole pour faire avancer la nation dans l’esprit de «tèt ansanm».
En réintroduisant ces idéaux dans le contexte contemporain, Mèt Fèy Vèt a non seulement ravivé une tradition historique, mais a également initié un mouvement capable de fédérer les différentes générations d'Haïtiens autour d'une mission commune: renforcer les liens sociaux et promouvoir une conscience collective qui met en avant les valeurs d’amour, de partage, et de solidarité.
Kita Nago n'est pas seulement une manifestation socioculturelle, mais un appel à l’unité et à la réconciliation nationale, une base solide sur laquelle Haïti peut construire son avenir.
Malgré le succès populaire du projet Kita Nago, ce dernier n'a pas été exemple de critiques. Certains observateurs ont vu dans cette initiative une mystification ou une exagération symbolique, remettant en question son impact réel sur le développement national. Toutefois, pour ses partisans, Kita Nago pour la nation haitienne  reste un symbole puissant de l’unité haïtienne et un rappel de la force du travail collectif.

## Héritage et Vision
Mèt Fèy Vèt continue de s'impliquer activement dans la promotion de l'agriculture locale en Haïti, tout en insistant sur l'importance de l'innovation dans le respect des traditions. À travers ses divers projets, il cherche à construire une économie haïtienne résiliente, fondée sur la valorisation des ressources locales et l'autosuffisance alimentaire.

## Distinctions et Reconnaissances
- Le travail de Mèt Fèy Vèt a été salué par plusieurs institutions locales et internationales. Il a reçu des distinctions pour son rôle dans la promotion de la culture haïtienne et pour ses initiatives agricoles, qui sont perçues comme des modèles de développement durable. Ses efforts dans la revitalisation de la production de maïs ont notamment attiré l'attention des médias et du gouvernement haïtien, qui voient en lui un modèle de leadership communautaire.